# Илайджа Ууд
Илайджа Ууд (на английски: Elijah Wood) е американски актьор и продуцент, носител на награда на „Гилдията на киноактьорите“ и две награди „Сатурн“, номиниран е за награда „Сателит“. Най-известен е с ролята на Фродо Бегинс във филмовата трилогия „Властелинът на пръстените“ и ролята на Патрик в „Блясъкът на чистия ум“.

## Частична филмография
- 1989 – „Завръщане в бъдещето 2“ (Back to the Future Part II)
- 1990 – „Вътрешни афери“ (Internal Affairs)
- 1992 – „Вечно млад“ (Forever Young)
- 1993 – „Добрият син“ (The Good Son)
- 1994 – „Войната“ (The War)
- 1997 – „Оливър Туист“ (Oliver Twist)
- 1998 – „Смъртоносно влияние“ (Deep Impact)
- 1998 – „*Факултет“ (The Faculty)
- 1999 – „Черно и бяло“ (Black and White)
- 2000 – „Отбор глупаци“ (Chain of Fools)
- 2001 – „Властелинът на пръстените: Задругата на пръстена“ (The Lord of the Rings: The Fellowship of the Ring)
- 2002 – „Властелинът на пръстените: Двете кули“ (The Lord of the Rings: The Two Towers)
- 2002 – „Да бъдеш на 17“ (All I Want)
- 2003 – „Властелинът на пръстените: Завръщането на краля“ (The Lord of the Rings: The Return of the King)
- 2003 – „Деца шпиони 3D: Краят на играта“ (Spy Kids 3-D: Game Over)
- 2004 – „Блясъкът на чистия ум“ (Eternal Sunshine of the Spotless Mind)
- 2005 – „Светлината на миналото“ (Everything Is Illuminated)
- 2005 – „Град на греха“ (Sin City)
- 2006 – „Боби“ (Bobby)
- 2006 – „Париж, обичам те“ (Paris, je t'aime)
- 2006 – „Весели крачета“ (Happy Feet)
- 2009 – „9“ (9)
- 2011 – „Весели крачета 2“ (Happy Feet Two)
- 2015 – „Последният ловец на вещици“ (The Last Witch Hunter)